# فرانک سیبرلینگ
فرانک سیبرلینگ (انگلیسی: Frank Seiberling) (زاده ۶ اکتبر ۱۸۵۹ - درگذشته ۱۱ اوت ۱۹۵۵) کارآفرین، مخترع و مدیر ارشد اجرایی آمریکایی بود، که در سال ۱۸۹۸ شرکت گودیر تایر را تأسیس کرد.